# Millar v. Taylor
Millar v. Taylor (1769) es un famoso caso judicial inglés que dictaminó que el copyright era un principio de la common law y por tanto la duración del mismo debía ser perpetua. Según este fallo, ningún trabajo literario ingresaría jamás al dominio público, lo que constituyó una enorme victoria para los monopolios de libreros londinenses. El fallo fue revertido en 1774 por la Cámara de los Lores en el caso Donaldson v. Beckett.

## El caso

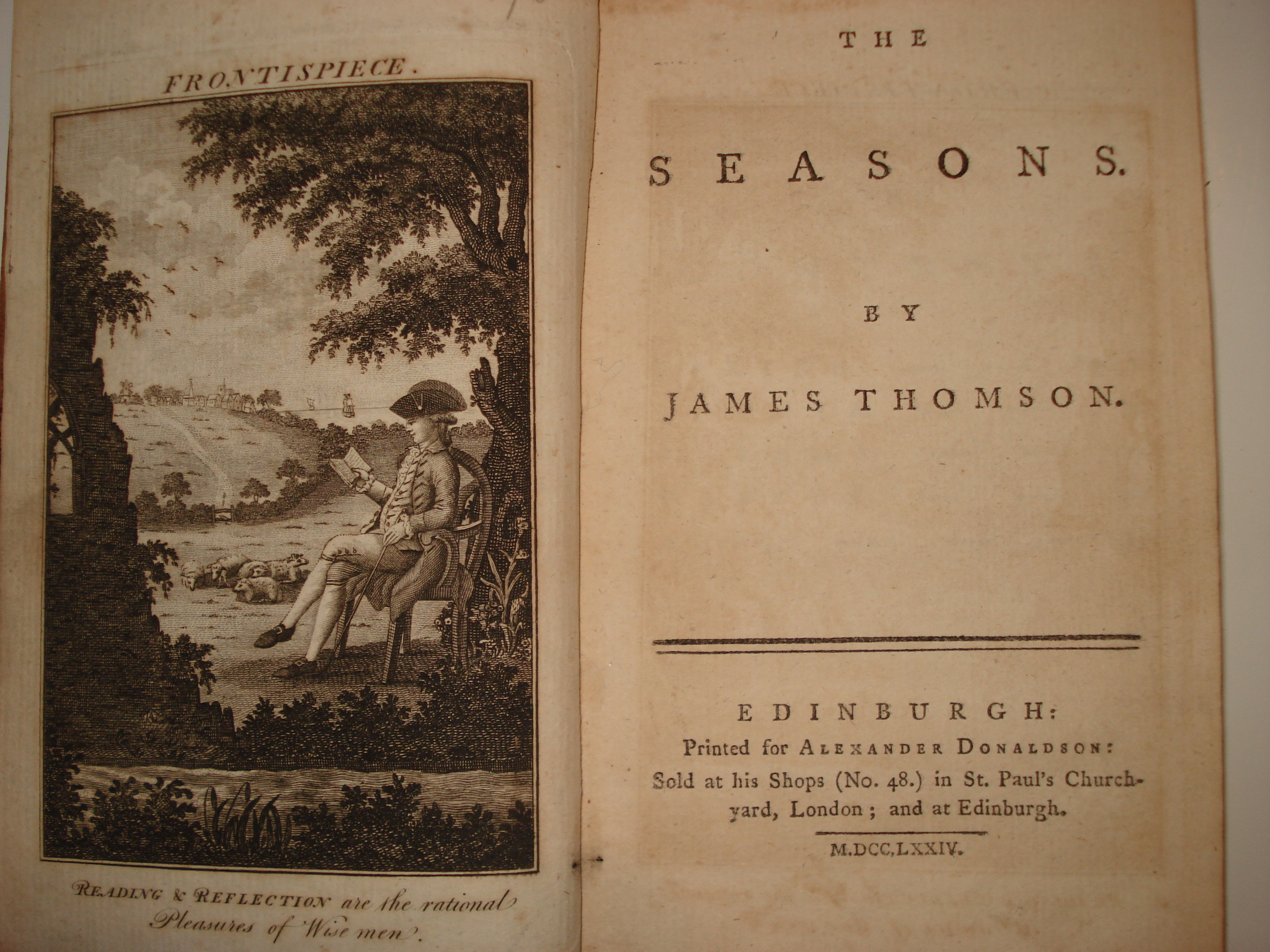
Imagen de la portada original del poema The Seasons de James Thomson en la edición de Alexander Donaldson en 1774.

Andrew Millar era un librero que en 1729 adquirió los derechos de publicación de la obra de James Thomson, The Seasons. Pasados los años de derechos exclusivos previstos en el Estatuto de Ana, el librero Robert Taylor comenzó a publicar sus propias versiones del poema, con lo que entabló abierta competencia al monopolio que hasta entonces detentaba Millar. 
Lo cierto es que el Estatuto de Ana, aprobado en 1710 como la primera ley de copyright conocida en Occidente, otorgaba 14 años de monopolio sobre una obra, renovables sólo una vez. Expirado el plazo, los derechos de publicación quedaban liberados. Más allá de esta normativa, los libreros londinenses se mantuvieron en pie de guerra contra la noción de que el Copyright es un derecho estatutario y avanzaron reiteradas veces bajo el argumento de la common law.

## La decisión judicial
La Corte del Rey, presidida entonces por Lord Mansfield se inclinó por tres votos a uno hacia la posición de los libreros, y declaró que los derechos de la common law no habían expirado a pesar del Estatuto de Ana. Lord Mansfield, junto con Aston y Willes votaron a favor de los libreros, mientras que Sir Joseph Yates fue el voto negativo. Bajo el mandato de Mansfield, los libreros londinenses mantuvieron el apoyo de la corte a sus derechos a perpetuidad basados en la common law.
La decisión de la corte en el caso Millar v. Taylor había eliminado en la práctica el concepto de dominio público, al sostener que aun cuando los derechos estatutarios hubieran expirado, los libreros conservaban sus derechos monopólicos de manera perpetua. Pero este fallo contemplaba exclusivamente a los libreros londinenses, por ser un fallo de una corte inglesa. No alcanzaba entonces a Escocia, donde la industria de la reimpresión continuaba creciendo. La existencia de tal common law que otorgaría perpetuidad en los derechos fue rechazada por una corte escocesa en el caso Hinton v. Donaldson. 

El caso fue finalmente resuelto contra la voluntad de los libreros londinenses, quienes vieron extinguirse sus monopolios perpetuos en manos de la Cámara de los Lores, que se expidió en el caso testigo Donaldson v. Beckett, en contra de lo que había determinado el caso Millar v. Taylor. 
El caso Donaldson v. Beckett, resuelto en 1774, fue efectivamente el resurgimiento del concepto del dominio público, al contemplar que el copyright no es más que un derecho estatutario y por tanto, los derechos monopólicos expiran de acuerdo a la normativa vigente.

Ambos casos, Millar vs. Taylor y Donaldson v. Becket, tuvieron como protagonista el mismo poema, The Seasons, de James Thomson. y constituyen dos casos emblemáticos en la historia del derecho de autor.